# Fountain City (Indiana)
Fountain City és una població dels Estats Units a l'estat d'Indiana. Segons el cens del 2000 tenia 735 habitants.

## Demografia
Segons el cens del 2000, Fountain City tenia 735 habitants, 291 habitatges, i 212 famílies. La densitat de població era de 1.091,5 habitants/km².
Dels 291 habitatges en un 33,7% hi vivien nens de menys de 18 anys, en un 58,8% hi vivien parelles casades, en un 11,3% dones solteres, i en un 27,1% no eren unitats familiars. En el 24,4% dels habitatges hi vivien persones soles el 10% de les quals corresponia a persones de 65 anys o més que vivien soles. El nombre mitjà de persones vivint en cada habitatge era de 2,53 i el nombre mitjà de persones que vivien en cada família era de 2,95.
Per edats la població es repartia de la següent manera: un 26% tenia menys de 18 anys, un 8,3% entre 18 i 24, un 29,3% entre 25 i 44, un 22,4% de 45 a 60 i un 14% 65 anys o més.
L'edat mediana era de 36 anys. Per cada 100 dones de 18 o més anys hi havia 94,3 homes.
La renda mediana per habitatge era de 34.722$ i la renda mediana per família de 40.865$. Els homes tenien una renda mediana de 32.031$ mentre que les dones 21.000$. La renda per capita de la població era de 15.669$. Entorn del 7,4% de les famílies i el 8,8% de la població estaven per davall del llindar de pobresa.

## Poblacions més properes
El següent diagrama mostra les poblacions més properes.